# 俞鋐
俞鋐，清朝政治人物。浙江歸安縣（今屬湖州市）人。
乾隆九年（1744年）任湖北蒲圻縣（今屬湖北省赤壁市）知縣。